# Джеймс Беннатін
Джеймс Беннатін (англ. James Bannatyne; нар. 30 червня 1975, Ловер-Гатт, Нова Зеландія) — новозеландський футболіст, воротар «Wellington Phoenix» та національної збірної Нової Зеландії.

## Клубна кар'єра
Джеймс Беннатін виступав в новозеландських командах «Miramar Rangers», «Yeading», «The Football Kingz», " Canterbury United ", «Petone», «Wellington Phoenix». Учасник фінальної частини 19-ого Чемпіонату світу з футболу 2010 в Південно-Африканський Республіці.

## Титули і досягнення
- Володар Кубка націй ОФК: 2002, 2008